# Vass
Vass is een plaats (town) in de Amerikaanse staat North Carolina, en valt bestuurlijk gezien onder Moore County.

## Demografie
Bij de volkstelling in 2000 werd het aantal inwoners vastgesteld op 750.
In 2006 is het aantal inwoners door het United States Census Bureau geschat op 775, een stijging van 25 (3,3%).

## Geografie
Volgens het United States Census Bureau beslaat de plaats een oppervlakte van
7,8 km², geheel bestaande uit land. Vass ligt op ongeveer 94 m boven zeeniveau.

## Plaatsen in de nabije omgeving
De onderstaande figuur toont nabijgelegen plaatsen in een straal van 20 km rond Vass.